# Aioun el Atrouss Airport
Aioun el Atrouss Airport är en flygplats i Mauretanien. Den ligger i den södra delen av landet, 700 km öster om huvudstaden Nouakchott. Aioun el Atrouss Airport ligger 289 meter över havet.
Terrängen runt Aioun el Atrouss Airport är huvudsakligen platt. Aioun el Atrouss Airport ligger uppe på en höjd. Runt Aioun el Atrouss Airport är det mycket glesbefolkat, med 2 invånare per kvadratkilometer. Närmaste större samhälle är 'Ayoûn el 'Atroûs, 6,1 km söder om Aioun el Atrouss Airport. Trakten runt Aioun el Atrouss Airport består i huvudsak av gräsmarker.